# Dealton Nur Arif Prayogo
Dealton Nur Arif Prayogo, né le 27 novembre 1992 à Banyumas, est un coureur cycliste indonésien.

## Biographie
En 2012, Dealton Nur Arif Prayogo termine quatrième de la dernière étape du Tour de Java oriental, au sprint. L'année suivante, il rejoint l'équipe continentale irlandaise Polygon Sweet Nice. 
En 2018, il est sacré champion d'Indonésie du contre-la-montre. Il devient également le premier cycliste indonésien à participer à une édition des championnats du monde sur route,. Engagé sur le contre-la-montre, il se classe 54e, à plus de 17 minutes du vainqueur Rohan Dennis. 

## Palmarès sur route

### Par année
- 2018
  -  Champion d'Indonésie du contre-la-montre
- 2019
  - 2e du championnat d'Indonésie du contre-la-montre
- 2022
  - 2e du championnat d'Indonésie du contre-la-montre

### Classements mondiaux
| Année         | 2018 | 2019 |
| ------------- | ---- | ---- |
| UCI Asia Tour | 291e | 165e |

## Palmarès sur piste

### Championnats nationaux
- 2021
  -  Champion d'Indonésie de poursuite
- 2022
  -  Champion d'Indonésie de l'américaine (avec Terry Yudha Kusuma)
  - 2e du championnat d'Indonésie de poursuite par équipes
  - 3e du championnat d'Indonésie de poursuite
  - 3e du championnat d'Indonésie de scratch